# Mount Binga National Park
Mount Binga National Park är en park i Australien. Den ligger i delstaten Queensland, omkring 120 kilometer nordväst om delstatshuvudstaden Brisbane.
Runt Mount Binga National Park är det mycket glesbefolkat, med 6 invånare per kvadratkilometer..
I omgivningarna runt Mount Binga National Park växer huvudsakligen savannskog. Genomsnittlig årsnederbörd är 1 106 millimeter. Den regnigaste månaden är januari, med i genomsnitt 235 mm nederbörd, och den torraste är september, med 31 mm nederbörd.